# Singara marojejy
Singara marojejy là một loài bướm đêm trong họ Noctuidae.